# Nicola Legrottaglie
Nicola Legrottaglie (Gioia del Colle, 20 ottobre 1976) è un allenatore di calcio, dirigente sportivo ed ex calciatore italiano, di ruolo difensore.

## Biografia
Il 24 marzo 2009 esce il libro che racconta la sua vita e il suo percorso religioso, dal titolo Ho fatto una promessa. Nel marzo 2010 esce il secondo libro del calciatore dal titolo Cento volte tanto. Con la fede vivo meglio, nel quale affronta alcuni temi legati alla fede – come la castità e temi etici quali l'aborto e l'introduzione della pillola Ru486 – e il suo rapporto con il mondo del calcio e dello star system rispetto ai quali non lesina giudizi negativi.
Legrottaglie fa parte dell'associazione "Atleti di Cristo", ente d'ispirazione cristiana evangelica ed è l'ideatore del progetto sociale e di fede "Missione Paradiso".
Il 6 luglio 2013 si è sposato con la sua compagna Erika Cerboni, da cui ha avuto il figlio Pietro.

## Carriera

### Giocatore

#### Club

##### Gli inizi
Inizia la sua vita calcistica nei pulcini della squadra della sua città, Mottola, l'Inter Club Mottola, poi diventato Altritalia Mottola. Passa poi, nel 1994, nelle giovanili del Bari allenate da Lello Sciannimanico, con cui vince il Torneo di Viareggio segnando un pregevole gol, e nel 1996 si trasferisce in prestito alla Pistoiese, con cui partecipa al campionato di Serie C1. Durante la stagione 1997-1998, in cui gioca in prestito a Prato, viene acquistato in comproprietà dal Chievo e riscattato alle buste al termine del campionato. Anche a Verona, come a Bari, non trova molto spazio e viene quindi dirottato in prestito alla Reggiana prima e in comproprietà al Modena nel 2000-2001. Con la squadra emiliana vince il campionato di Serie C1 sotto la guida di Gianni De Biasi e viene soprannominato il Duca per le movenze eleganti in campo.

##### Ritorno al Chievo

Legrottaglie (a sinistra) al Chievo nel campionato 2001-2002, in un contrasto aereo con il bresciano Salgado.

Nell'estate del 2001, anno della storica promozione in Serie A, la comproprietà viene riscattata dal Chievo e dunque torna agli scaligeri ed esordisce nella massima serie il 14 ottobre nella trasferta contro il Brescia (2-2 il risultato finale). Segna anche il primo gol in Serie A il 17 febbraio 2002 in Lazio-Chievo 1-1.
Nelle due stagioni di militanza al Chievo è uno dei protagonisti della "favola" che accompagna la squadra presieduta da Luca Campedelli, tanto da guadagnare la convocazione in Nazionale. Nella prima annata colleziona 13 partite condite da due reti e nella seconda è titolare inamovibile, mettendo assieme 30 presenze e ben 4 goal.

##### Juventus e prestiti al Bologna e al Siena
Grazie alle ottime prestazioni con la maglia clivense e azzurra diviene l'oggetto del desiderio dei grandi club italiani, finché, nella stagione 2003-2004, viene acquistato dalla Juventus, che lo strappa alla Roma.

Legrottaglie (a sinistra) alla Juventus nel campionato 2003-2004, alle prese con l'interista Martins.

Giunto a Torino però, complice anche una fastidiosa pubalgia, non riesce ad esprimersi al meglio, vivendo una stagione avara di soddisfazioni durante la quale le sue prestazioni, come quelle di tutta la squadra nell'ultimo anno di Lippi, non sono buone. Nello stesso anno gli viene assegnato il premio "Bidone d'oro" dalla trasmissione radiofonica Catersport in onda su Radio2 come giocatore dalle peggiori prestazioni durante l'anno solare. Nella stagione 2004-2005 la società bianconera, che nel frattempo ha acquistato Fabio Cannavaro e ha da poco ingaggiato il nuovo tecnico Fabio Capello, decide di mandarlo in prestito, dapprima al Bologna, nel gennaio 2005, e poi al Siena, nella stagione 2005-2006, riportandolo in bianconero solo nel luglio del 2006.
Il periodo di crisi coinciso con l'arrivo alla Juventus, termina nel 2006 quando, durante la stagione al Siena, Tomás Guzmán lo avvicina al movimento "Atleti di Cristo". In questo periodo frequenta la chiesa evangelica e una comunità di Beinasco e sostiene che la fede in Gesù gli ha permesso di cambiare vita e tornare a giocare ad ottimi livelli.

##### Ritorno alla Juventus
Al suo ritorno a Torino, nella stagione 2006-2007 con Didier Deschamps come allenatore, non è titolare, ma con 10 presenze contribuisce alla vittoria del campionato di Serie B. La Juventus riconquista quindi immediatamente la massima serie, dalla quale era stata esclusa per decisione della giustizia sportiva, in seguito alla vicenda di Calciopoli.
Nella stagione 2007-2008 disputa da titolare il campionato di Serie A ancora in maglia bianconera. Iniziata la stagione come riserva, a causa dell'infortunio di Jorge Andrade e delle cessioni invernali di Jean-Alain Boumsong e Domenico Criscito, si ritaglia un posto fra i titolari, inanellando un'ottima serie di prestazioni e realizzando 3 gol. Il 30 ottobre 2007 rinnova fino al 30 giugno 2010 il contratto che lo lega alla Juventus.
Nella prima gara ufficiale della stagione 2008-2009, l'andata del terzo turno preliminare della Champions League contro l'Artmedia Bratislava del 13 agosto, realizza il suo primo gol in Europa. Va a segno anche contro l'Atalanta nel dicembre 2008 con un colpo di testa.
Dopo un'ottima stagione giocata da titolare, nella stagione 2009-2010 si riconferma fra i protagonisti nonostante il ritorno di Fabio Cannavaro, collezionando 19 presenze e una rete contro il Livorno.
La stagione 2010-2011 non inizia nel migliore dei modi, collezionando numerose panchine a causa dell'arrivo alla Juventus del difensore centrale Leonardo Bonucci, il quale viene impiegato con continuità al fianco di Giorgio Chiellini. Il 4 novembre 2010 nella partita casalinga di Europa League contro il Salisburgo si procura una lesione di primo/secondo grado del bicipite femorale destro, con prognosi di circa 40 giorni. Ritorna in campo il 16 dicembre 2010 nella partita casalinga di Europa League contro il Manchester City (1-1). Torna titolare nella gara di campionato del 6 gennaio 2011 contro il Parma, persa per 4-1, in cui segna una rete di testa su calcio d'angolo battuto da Alberto Aquilani.

##### Milan
Il 31 gennaio 2011 viene acquistato a titolo definitivo dal Milan, con cui firma un contratto fino al 30 giugno 2011. Il giorno seguente esordisce in maglia rossonera contro la Lazio, partita nella quale entra nell'intervallo per sostituire l'infortunato Daniele Bonera ed è costretto a sua volta ad uscire anzitempo dal campo per uno scontro con il laziale Libor Kozák. Non sceso più in campo, il 7 maggio 2011 festeggia lo scudetto, a due giornate dal termine del campionato grazie allo 0-0 contro la Roma. A fine stagione Legrottaglie e il Milan non rinnovano il contratto, si chiude così la sua esperienza in rossonero con una sola presenza.

##### Catania
Il 24 agosto 2011 passa al Catania a titolo definitivo, sottoscrivendo un contratto biennale, quindi fino al 30 giugno 2013. Il 2 ottobre successivo, al debutto stagionale, realizza il gol del momentaneo 0-1 sul campo del Novara in Novara-Catania (3-3).
In tre stagioni disputa 80 partite e segna 8 gol. In quegli anni il Catania ottiene l'11º posto del 2012, l'8º posto del 2013 e la retrocessione del 2014, anno in cui Legrottaglie decide di ritirarsi.

#### Nazionale
Veste la prima maglia azzurra nel 1994 nella rappresentativa Under-18.
Grazie alle ottime prestazioni nel ChievoVerona viene convocato in nazionale dal c.t. Trapattoni, esordendo con gli Azzurri a 26 anni, il 20 novembre 2002 nella gara amichevole Italia-Turchia (1-1), giocata a Pescara. Alla sua terza presenza, il 30 aprile 2003, riesce a realizzare una rete nella partita amichevole giocata contro la Svizzera.
Il 17 agosto 2008 viene richiamato in nazionale, dopo quattro anni di assenza, dal c.t. Marcello Lippi, che lo convoca in sostituzione del suo compagno di squadra Chiellini vittima di un infortunio. Scende quindi in campo il 20 agosto, entrando nel secondo tempo dell'amichevole Italia-Austria (2-2) giocata a Nizza.
Dopo essere rientrato nel gruppo, viene inserito nella lista dei 23 convocati per la Confederations Cup 2009 in Sudafrica, dove gioca una partita della fase a gironi contro gli Stati Uniti (vinta per 3-1) e nella quale l'Italia viene eliminata nel primo turno.

### Allenatore

#### Giovanili del Bari
Dopo l'avventura a Catania appende gli scarpini al chiodo e intraprende la carriera di allenatore.
Per l'anno 2014-2015 diventa tecnico delle giovanili del Bari, guidando gli Allievi Nazionali al 7º posto in campionato.

#### Akragas
Il 25 luglio 2015 viene chiamato dall'Akragas, squadra promossa in Lega Pro, per svolgere il ruolo di allenatore nella stagione calcistica 2015-2016. Dopo aver ottenuto una serie di risultati deludenti, il 17 gennaio 2016 decide di dimettersi, pur lasciando un ottimo ricordo nella città di Agrigento, come ad esempio avere coinvolto gli atleti professionisti in piccoli lavori di manutenzione dello stadio Esseneto. È sostituito da Pino Rigoli il 19 gennaio seguente.

#### Vice al Cagliari
Il 9 gennaio 2017 entra nello staff tecnico del Cagliari, in qualità di vice allenatore, voluto fortemente dal tecnico Massimo Rastelli.
Il 2 agosto dello stesso anno viene ammesso al corso per l’abilitazione a “Allenatore Professionista di 1ª categoria - UEFA PRO” che si svolge a Coverciano da settembre.
Il 17 ottobre, in seguito all'esonero dell'allenatore Rastelli, viene sollevato dall'incarico.
Il 3 ottobre 2018 ottiene l'abilitazione da allenatore di prima categoria.

#### Pescara
Il 25 giugno 2019 viene nominato allenatore della formazione Primavera del Pescara.
Il 20 gennaio 2020 viene chiamato ad allenare la prima squadra dopo le dimissioni di Luciano Zauri. Cinque giorni dopo, debutta vincendo contro il Pordenone secondo in classifica per 0-2 riportando la squadra in zona play-off. Dopo il successo in terra friulana viene confermato alla guida tecnica del club. Dopo la sconfitta contro la Cremonese per 1-0 nella 32ª giornata, il 6 luglio viene esonerato e sostituito da Andrea Sottil; lascia la squadra a ridosso della zona play-out avendo messo insieme 13 punti in 12 partite (4 vittorie, 1 pareggio e 7 sconfitte).

### Dirigente sportivo
Il 27 giugno 2023, Legrottaglie viene annunciato come nuovo head of performance della Sampdoria, neoretrocessa in Serie B, unendosi così all'allenatore Andrea Pirlo, suo compagno di squadra al Milan. Il 30 giugno 2024 lascia il club alla scadenza del contratto. Nel frattempo consegue la qualifica da direttore sportivo.

## Statistiche

### Presenze e reti nei club
Statistiche aggiornate al 26 marzo 2014.
| Stagione        | Squadra         | Campionato      | Campionato | Campionato | Coppe nazionali | Coppe nazionali | Coppe nazionali | Coppe continentali | Coppe continentali | Coppe continentali | Altre coppe | Altre coppe | Altre coppe | Totale | Totale |
| Stagione        | Squadra         | Comp            | Pres       | Reti       | Comp            | Pres            | Reti            | Comp               | Pres               | Reti               | Comp        | Pres        | Reti        | Pres   | Reti   |
| --------------- | --------------- | --------------- | ---------- | ---------- | --------------- | --------------- | --------------- | ------------------ | ------------------ | ------------------ | ----------- | ----------- | ----------- | ------ | ------ |
| 1995-1996       | Bari            | A               | 0          | 0          | CI              | 0               | 0               | -                  | -                  | -                  | -           | -           | -           | 0      | 0      |
| 1996-1997       | Pistoiese       | C1              | 31+2       | 3+0        | CI-C            | -               | -               | -                  | -                  | -                  | -           | -           | -           | 33     | 3      |
| 1997-1998       | Prato           | C1              | 26+2       | 0          | CI-C            | 2               | 0               | -                  | -                  | -                  | -           | -           | -           | 30     | 0      |
| 1998-1999       | Chievo          | B               | 17         | 0          | CI              | 1               | 0               | -                  | -                  | -                  | -           | -           | -           | 18     | 0      |
| 1999-gen. 2000  | Chievo          | B               | 6          | 0          | CI              | 3               | 0               | -                  | -                  | -                  | -           | -           | -           | 9      | 0      |
| gen.-giu. 2000  | Reggiana        | C1              | 4          | 1          | -               | -               | -               | -                  | -                  | -                  | -           | -           | -           | 4      | 1      |
| 2000-2001       | Modena          | C1              | 32         | 1          | CI-C            | -               | -               | -                  | -                  | -                  | -           | -           | -           | 32     | 1      |
| 2001-2002       | Chievo          | A               | 13         | 2          | CI              | 2               | 0               | -                  | -                  | -                  | -           | -           | -           | 15     | 2      |
| 2002-2003       | Chievo          | A               | 30         | 4          | CI              | 0               | 0               | CU                 | 2                  | 0                  | -           | -           | -           | 32     | 4      |
| Totale Chievo   | Totale Chievo   | Totale Chievo   | 66         | 6          |                 | 6               | 0               |                    | 2                  | 0                  |             | -           | -           | 74     | 6      |
| 2003-2004       | Juventus        | A               | 21         | 2          | CI              | 6               | 0               | UCL                | 3                  | 0                  | SI          | 1           | 0           | 31     | 2      |
| 2004-gen. 2005  | Juventus        | A               | 0          | 0          | CI              | 1               | 0               | UCL                | 1                  | 0                  | -           | -           | -           | 2      | 0      |
| gen.-giu. 2005  | Bologna         | A               | 9+2        | 0          | -               | -               | -               | -                  | -                  | -                  | -           | -           | -           | 11     | 0      |
| 2005-2006       | Siena           | A               | 28         | 0          | CI              | 2               | 0               | -                  | -                  | -                  | -           | -           | -           | 30     | 0      |
| 2006-2007       | Juventus        | B               | 10         | 0          | CI              | 2               | 0               | -                  | -                  | -                  | -           | -           | -           | 12     | 0      |
| 2007-2008       | Juventus        | A               | 33         | 3          | CI              | 4               | 0               | -                  | -                  | -                  | -           | -           | -           | 37     | 3      |
| 2008-2009       | Juventus        | A               | 26         | 1          | CI              | 2               | -               | UCL                | 8                  | 1                  | -           | -           | -           | 36     | 2      |
| 2009-2010       | Juventus        | A               | 19         | 1          | CI              | 1               | 0               | UCL+UEL            | 5+3                | 0+1                | -           | -           | -           | 28     | 2      |
| 2010-gen. 2011  | Juventus        | A               | 5          | 1          | CI              | 0               | 0               | UEL                | 3                  | 0                  | -           | -           | -           | 8      | 1      |
| Totale Juventus | Totale Juventus | Totale Juventus | 114        | 8          |                 | 16              | 0               |                    | 23                 | 2                  |             | 1           | 0           | 154    | 10     |
| gen.-giu. 2011  | Milan           | A               | 1          | 0          | CI              | 0               | 0               | UCL                | 0                  | 0                  | -           | -           | -           | 1      | 0      |
| 2011-2012       | Catania         | A               | 31         | 5          | CI              | 0               | 0               | -                  | -                  | -                  | -           | -           | -           | 31     | 5      |
| 2012-2013       | Catania         | A               | 27         | 3          | CI              | 3               | 0               | -                  | -                  | -                  | -           | -           | -           | 30     | 3      |
| 2013-2014       | Catania         | A               | 17         | 0          | CI              | 1               | 0               | -                  | -                  | -                  | -           | -           | -           | 18     | 0      |
| Totale Catania  | Totale Catania  | Totale Catania  | 75         | 8          |                 | 4               | 0               |                    | -                  | -                  |             | -           | -           | 79     | 8      |
| Totale carriera | Totale carriera | Totale carriera | 386+6      | 27         |                 | 30              | 0               |                    | 25                 | 2                  |             | 1           | 0           | 448    | 29     |

### Cronologia presenze e reti in nazionale
| Cronologia completa delle presenze e delle reti in nazionale ― Italia | Cronologia completa delle presenze e delle reti in nazionale ― Italia | Cronologia completa delle presenze e delle reti in nazionale ― Italia | Cronologia completa delle presenze e delle reti in nazionale ― Italia | Cronologia completa delle presenze e delle reti in nazionale ― Italia | Cronologia completa delle presenze e delle reti in nazionale ― Italia | Cronologia completa delle presenze e delle reti in nazionale ― Italia | Cronologia completa delle presenze e delle reti in nazionale ― Italia |
| Data                                                                  | Città                                                                 | In casa                                                               | Risultato                                                             | Ospiti                                                                | Competizione                                                          | Reti                                                                  | Note                                                                  |
| --------------------------------------------------------------------- | --------------------------------------------------------------------- | --------------------------------------------------------------------- | --------------------------------------------------------------------- | --------------------------------------------------------------------- | --------------------------------------------------------------------- | --------------------------------------------------------------------- | --------------------------------------------------------------------- |
| 20-11-2002                                                            | Pescara                                                               | Italia                                                                | 1 – 1                                                                 | Turchia                                                               | Amichevole                                                            | -                                                                     | 65’                                                                   |
| 12-2-2003                                                             | Genova                                                                | Italia                                                                | 1 – 0                                                                 | Portogallo                                                            | Amichevole                                                            | -                                                                     | 76’                                                                   |
| 30-4-2003                                                             | Ginevra                                                               | Svizzera                                                              | 1 – 2                                                                 | Italia                                                                | Amichevole                                                            | 1                                                                     |                                                                       |
| 3-6-2003                                                              | Campobasso                                                            | Italia                                                                | 2 – 0                                                                 | Irlanda del Nord                                                      | Amichevole                                                            | -                                                                     | 57’                                                                   |
| 11-6-2003                                                             | Helsinki                                                              | Finlandia                                                             | 0 – 2                                                                 | Italia                                                                | Qual. Euro 2004                                                       | -                                                                     | 90’                                                                   |
| 20-8-2003                                                             | Stoccarda                                                             | Germania                                                              | 0 – 1                                                                 | Italia                                                                | Amichevole                                                            | -                                                                     | 70’                                                                   |
| 18-2-2004                                                             | Palermo                                                               | Italia                                                                | 2 – 2                                                                 | Rep. Ceca                                                             | Amichevole                                                            | -                                                                     | 46’                                                                   |
| 20-8-2008                                                             | Nizza                                                                 | Italia                                                                | 2 – 2                                                                 | Austria                                                               | Amichevole                                                            | -                                                                     | 46’                                                                   |
| 10-9-2008                                                             | Udine                                                                 | Italia                                                                | 2 – 0                                                                 | Georgia                                                               | Qual. Mondiali 2010                                                   | -                                                                     |                                                                       |
| 19-11-2008                                                            | Atene                                                                 | Grecia                                                                | 1 – 1                                                                 | Italia                                                                | Amichevole                                                            | -                                                                     | 46’                                                                   |
| 10-2-2009                                                             | Londra                                                                | Brasile                                                               | 2 – 0                                                                 | Italia                                                                | Amichevole                                                            | -                                                                     |                                                                       |
| 6-6-2009                                                              | Pisa                                                                  | Italia                                                                | 3 – 0                                                                 | Irlanda del Nord                                                      | Amichevole                                                            | -                                                                     |                                                                       |
| 10-6-2009                                                             | Pretoria                                                              | Italia                                                                | 4 – 3                                                                 | Nuova Zelanda                                                         | Amichevole                                                            | -                                                                     |                                                                       |
| 15-6-2009                                                             | Pretoria                                                              | Stati Uniti                                                           | 1 – 3                                                                 | Italia                                                                | Conf. Cup 2009 - 1º turno                                             | -                                                                     |                                                                       |
| 10-10-2009                                                            | Dublino                                                               | Irlanda                                                               | 2 – 2                                                                 | Italia                                                                | Qual. Mondiali 2010                                                   | -                                                                     |                                                                       |
| 18-11-2009                                                            | Cesena                                                                | Italia                                                                | 1 – 0                                                                 | Svezia                                                                | Amichevole                                                            | -                                                                     |                                                                       |
| Totale                                                                |                                                                       | Presenze                                                              | 16                                                                    |                                                                       | Reti                                                                  | 1                                                                     |                                                                       |

### Statistiche da allenatore
Statistiche aggiornate al 3 luglio 2020.
| Stagione        | Squadra         | Campionato      | Campionato | Campionato | Campionato | Campionato | Coppe nazionali | Coppe nazionali | Coppe nazionali | Coppe nazionali | Coppe nazionali | Coppe continentali | Coppe continentali | Coppe continentali | Coppe continentali | Coppe continentali | Altre coppe | Altre coppe | Altre coppe | Altre coppe | Altre coppe | Totale | Totale | Totale | Totale | % Vittorie | Piazzamento |
| Stagione        | Squadra         | Comp            | G          | V          | N          | P          | Comp            | G               | V               | N               | P               | Comp               | G                  | V                  | N                  | P                  | Comp        | G           | V           | N           | P           | G      | V      | N      | P      | %          | Piazzamento |
| --------------- | --------------- | --------------- | ---------- | ---------- | ---------- | ---------- | --------------- | --------------- | --------------- | --------------- | --------------- | ------------------ | ------------------ | ------------------ | ------------------ | ------------------ | ----------- | ----------- | ----------- | ----------- | ----------- | ------ | ------ | ------ | ------ | ---------- | ----------- |
| 2015-gen. 2016  | Akragas         | LP              | 18         | 4          | 4          | 10         | CI-LP           | 5               | 5               | 0               | 0               | -                  | -                  | -                  | -                  | -                  | -           | -           | -           | -           | -           | 23     | 9      | 4      | 10     | 39,13      | Dimis.      |
| gen.-lug. 2020  | Pescara         | B               | 12         | 4          | 1          | 7          | CI              | -               | -               | -               | -               | -                  | -                  | -                  | -                  | -                  | -           | -           | -           | -           | -           | 12     | 4      | 1      | 7      | 33,33      | Sub., eson. |
| Totale carriera | Totale carriera | Totale carriera | 30         | 8          | 5          | 17         |                 | 5               | 5               | 0               | 0               |                    | -                  | -                  | -                  | -                  |             | -           | -           | -           | -           | 35     | 13     | 5      | 17     | 37,14      |             |

## Palmarès

### Giocatore
- Campionato italiano Serie C1: 1

Modena: 2000-2001
- Supercoppa di Lega di Serie C: 1

Modena: 2001
- Supercoppa italiana: 1

Juventus: 2003
- Campionato italiano di Serie B: 1

Juventus: 2006-2007
- Campionato italiano: 1

Milan: 2010-2011